# Aerodramus spodiopygius

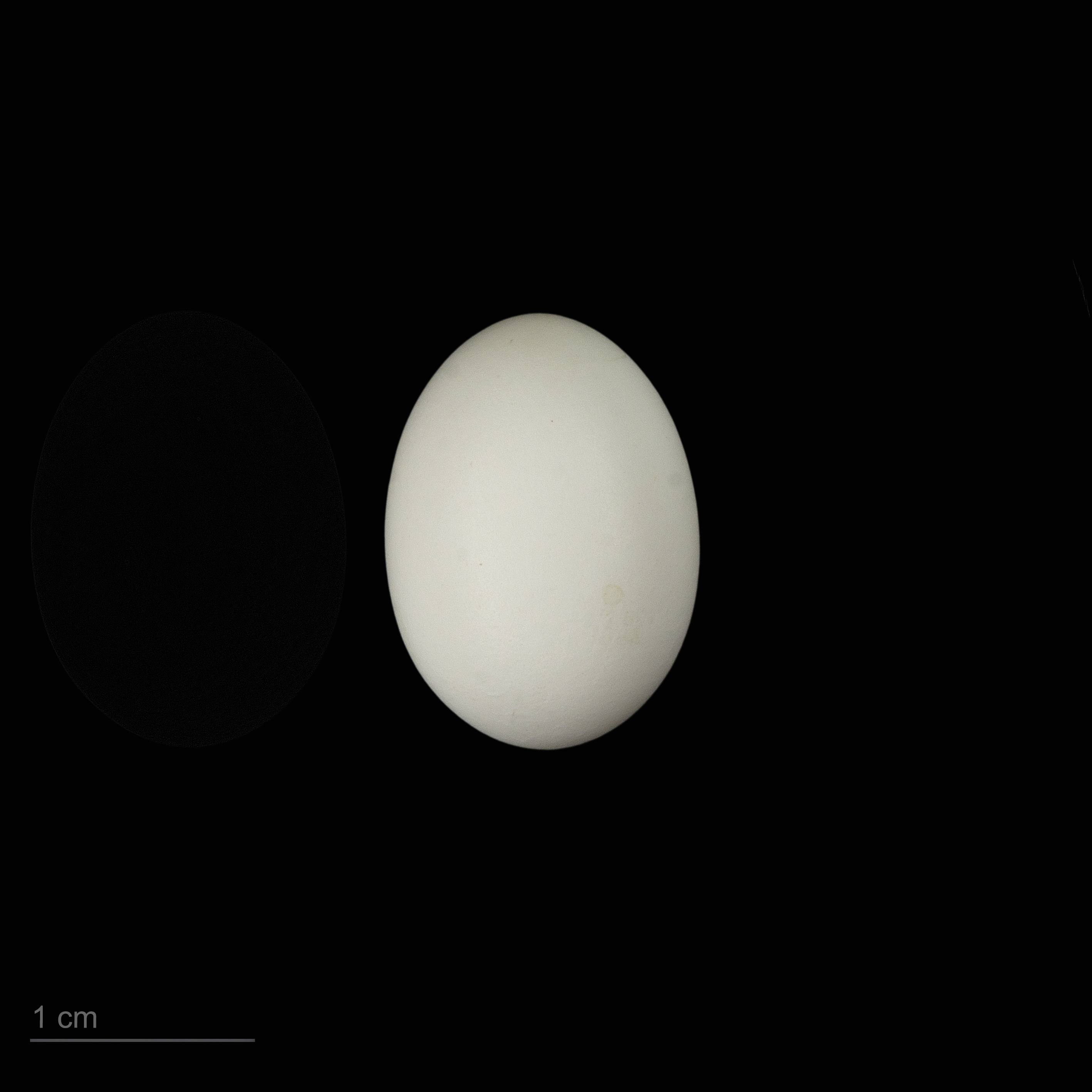
Aerodramus spodiopygius

Aerodramus spodiopygius là một loài chim trong họ Apodidae.